# Zanikanje
Zaníkanje je v psihologiji obrambni mehanizem, pri katerem se oseba sooči z dejstvom, ki je preveč boleče, da bi ga lahko sprejela, in ga namesto tega zanika ter kljub prepričljivim dokazom o nasprotnem trdi, da je neresnično. Subjekt lahko zanika resničnost dejstva v celoti (enostavno zanikanje), prizna dejstvo, vendar zanika njegov pomen (minimizacija) ali pa prizna dejstvo in njegovo relevantnost, vendar zanika svojo odgovornost (transferenca). Pojem zanikanja je posebno pomemben pri preučevanju zasvojenosti.
Hipotezo o zanikanju je prva resno raziskovala Anna Freud. Zanikanje je opredelila kot mehanizem nezrelega uma, saj je v konfliktu s sposobnostjo soočanja z resničnostjo in učenja iz nje. Pri zrelih osebah se zanikanje najpogosteje pojavlja ob smrti, umiranju in posilstvu. Sodobnejše raziskave so pojem in njegovo uporabnost precej razširile. Elisabeth Kübler-Ross je zanikanje opredelila kot prvo od petih faz psihologije umirajočega bolnika, pojmovanje pa se je razširilo tudi na preživele priče smrti. Tako je npr. prva reakcija staršev, ko se seznanijo s smrtjo svojega otroka, pogosto podobna tej: »Nemogoče! Prav gotovo ste se zmotili pri hiši, to nikakor ne more biti naš otrok!«
V nasprotju z nekaterimi drugimi mehanizmi, ki jih je predpostavila psihoanalitična teorija (npr. potisnjenje), se o splošnem obstoju zanikanja prepričamo precej zlahka. Po drugi strani je zanikanje eden od najbolj spornih obrambnih mehanizmov, saj ga je brez težav mogoče uporabiti za ustvarjanje neovrgljivih teorij. Vse, kar oseba reče ali napravi, da bi ovrgla razlagalčevo hipotezo, ta razloži kot zanikanje.
Pogosto navajani zgled nepristnega zanikanja je psiholog, ki kljub vsem dokazom vztraja, da je njegov pacient homoseksualen. Vsak poskus pacienta, da bi to mnenje ovrgel (npr. s tem, ko izrazi svoje močno zanimanje za ženske), razloži kot zanikanje in s tem  kot potrditev osnovne hipoteze. Ta konflikt lahko posebno na področjih, kot je zloraba otroka in sproščanja potisnjenih spominov, postane zelo resen. Zagovorniki se na obtožbe o lažnem spominu pogosto odzovejo s trditvijo, da so pacienti resnično žrtve, vendar se zatekajo k zanikanju. Kritiki odgovarjajo (nekateri bolj, drugi manj resno), da so v zanikanju o nevzdržnosti svojih hipotez njihovi zagovorniki.
Pojem zanikanja je pomemben tudi v programu dvanajstih korakov, kjer je opustitev ali priznanje zanikanja osnova prvega, četrtega, petega, osmega in desetega koraka. Sposobnost zanikanja ali zmanjševanja pomena je tisto, kar zasvojencu omogoča, da kljub prepričljivim dokazom o zasvojenosti še naprej nadaljuje s svojim vedenjem. To je eden od razlogov, zakaj je prisila pri zdravljenju zasvojenosti le redko učinkovita - navada zanikanja se namreč ohrani.
Razumevanje in izogibanje zanikanja je tudi pomemben del zdravljenja različnih telesnih bolezni. Ameriška zveza za srce ga navaja kot glavni razlog za zapoznelo zdravljenje srčnega napada. Ker so simptomi tako raznoliki in jih je pogosto mogoče razložiti tudi na drugačen način, bolniki nujnosti medicinske pomoči marsikdaj ne priznajo pravočasno, kar ima lahko usodne posledice. Ženske iz strahu pred rakom pogosto odlašajo z mamogrami in drugimi testi, čeprav jim je to v škodo.

## Vrste zanikanja
Zanikanje dejstev: Pri tej obliki zanikanja se nekdo izogiba dejstev z laganjem. Pri tem gre lahko za pripovedovanje neresnic, prikrojevanje z izpuščanjem podrobnosti ali neiskreno strinjanje s čim. Pri zanikanju dejstev oseba navadno laže zato, da bi se izognila dejstvom, ki bi lahko bila boleča zanje ali za druge.
Zanikanje odgovornosti: Ta oblika zanikanja pomeni izogibanje osebni odgovornosti z obtoževanjem, zmanjševanjem pomena ali upravičevanjem. Zmanjševanje pomena pomeni poskušati prikazati učinke ali posledice dejanja manj resne, kot so v resnici. Upravičevanje pomeni prilagajanje izbire pojmovanju o tem, kaj je prav, situaciji. Zanikanje odgovornosti navadno pomeni, da se nekdo poskuša izogniti škodi ali bolečini tako, da preusmeri pozornost s sebe na koga ali kaj drugega.
Zanikanje pomena: Pri zanikanju pomena se oseba izogiba premišljevanju ali priznavanju škode, ki jo je s svojim vedenjem povzročila sebi ali drugim. S tem se izogne občutku krivde, obžalovanju svojega dejanja in sočustvovanju z drugimi. Zanikanje pomena zmanjša ali odpravi občutek bolečine zaradi slabih odločitev.
Zanikanje zavedanja: Pri tovrstnem zanikanju se osebe sklicujejo na svojo neprištevnost (npr. zaradi drog ali duševnih motenj). Ta vrsta zanikanja se pogosto prekriva z zanikanjem odgovornosti.
Zanikanje cikla: Pri tovrstnem zanikanju se mnogi tolažijo, da so se stvari kar zgodile. Z zanikanjem cikla se oseba izogne razmišljanju o odločitvah, ki so pripeljale do dogodka, oz. razmišljanju o svojem načinu oblikovanja odločitev in ponavljanju škodljivega vedenja. Služi lahko tudi obtoževanju ali upravičevanju vedenja (glej zgoraj).
Zanikanje zanikanja: To vrsto zanikanja marsikdo težko prepozna, vendar je velika ovira pri odpravljanju škodljivega vedenja. Zanikanje zanikanja vključuje misli, dejanja in vedenje, ki krepijo mnenje, da se osebi nikakor ni treba spremeniti. Ta vrsta zanikanja se navadno prekriva z vsemi ostalimi oblikami zanikanja, vendar vključuje več varanja samega sebe.